# Powiat d'Aleksandrów Kujawski
Le district d'Aleksandrów (en polonais : powiat aleksandrowski) est une subdivision de la voïvodie de Couïavie-Poméranie, dans le centre-nord de la Pologne.

## Division administrative
Le powiat (district) est divisé en 9 gminy.
| Gmina                                      | Type   | Surface (km²) | Population (2006) | Siège                  |
| Aleksandrów Kujawski                       | urbain | 7.2           | 12,359            |                        |
| Aleksandrów Kujawski                       | rural  | 131.6         | 10,874            | Aleksandrów Kujawski * |
| Ciechocinek                                | urbain | 15.3          | 10,855            |                        |
| Bądkowo                                    | rural  | 79.7          | 4,582             | Bądkowo                |
| Waganiec                                   | rural  | 54.6          | 4,400             | Waganiec               |
| Zakrzewo                                   | rural  | 76.1          | 3,661             | Zakrzewo               |
| Koneck                                     | rural  | 68.1          | 3,368             | Koneck                 |
| Raciążek                                   | rural  | 32.9          | 3,084             | Raciążek               |
| Nieszawa                                   | urbain | 9.8           | 2,012             |                        |
| * le siège ne fait pas partie de la gmina. |        |               |                   |                        |